# Mircea Fulger
Mircea Fulger (n. 26 ianuarie 1959, Hârsești, România) este un pugilist român, laureat cu bronz la Los Angeles 1984.